# Magyar Boszorkányszövetség
A Magyar Boszorkányszövetség egy bejegyzett egyház volt.

## Történetük
1986-ban alakult, kevés taglétszámmal és titkosan működött néhány évig. 1991 nyarán a Vörös Rébék Stúdió segítségével egy nemzetközi boszorkánytalálkozót rendeztek, itt határozták el a hivatalos szervezetté alakulást. 1992. március 21-én Székesfehérváron megalakították a Magyar Boszorkányszövetség egyházat, több, mint 150 boszorkány hívő jelenlétével.
A Fővárosi Bíróság 1992. június 23-án kelt 6. Pk. 68. 702 / 3. számú határozatában, az 1990. évi IV. törvény 9. § / 1 / bekezdése alapján, 52. sorszámon regisztrálta, mint egyházat.
2011.december 31-én megszűnt egyházként létezni.

## Hitéletük
Főbb magyar szokás szerinti boszorkányünnepek:
- Április 24. Szent György napja (Gellérthegyi boszorkánytalálkozó)
- December 13. Luca napja (sötétség ünnepe)
- Sabbatok
- Minden holdforduló
- Telihold
- Fekete hold (újhold)

Rituális kellékeik: kard, tőr, füstölő, varázspálca, boszorkányborok, rituális seprű, rituális álarc, boszorkányruhák, kristálygömb stb. 

## Külső hivatkozások
- Abafi Cézár honlapja Archiválva 2014. április 6-i dátummal a Wayback Machine-ben
- Magyar Boszorkányszövetség - Hivatalos honlap